# You Want It Darker
You Want It Darker ist das 14. und letzte Studioalbum des kanadischen Singer-Songwriters Leonard Cohen, das zu dessen Lebzeiten veröffentlicht wurde. Es erschien 17 Tage vor Cohens Tod am 21. Oktober 2016, auf dem Label Columbia Records.

## Entstehung
Nachdem Cohen zwischen 2008 und 2013 im Rahmen einer fünfjährigen Tournee 387 Konzerte auf der ganzen Welt gegeben hatte, zog er sich aufgrund seiner zunehmenden gesundheitlichen Beschwerden aus der Öffentlichkeit zurück. Laut seinem Sohn Adam Cohen litt er unter anderem an mehreren Frakturen der Wirbelsäule und war in seiner Beweglichkeit stark eingeschränkt. Dennoch begann er 2015 mit den Aufnahmen für ein neues Album. Als Produzent Patrick Leonard, welcher bereits die letzten beiden Alben Cohens Old Ideas und Popular Problems produziert hatte, aufgrund persönlicher Probleme aus dem Projekt ausschied, übernahm Adam Cohen die Produktion.
Für You Want It Darker wurde Cohens Haus schließlich zu einem Aufnahmestudio umfunktioniert, indem Adam das Wohnzimmer komplett mit Lautsprechern und Computern ausstattete und ein Neumann U87 Mikrofon auf dem Esszimmertisch platzierte, sodass Cohen seine Gesangsparts vollständig zuhause aufnehmen konnte. Dies stellte laut Adam eine gute Ablenkung von seinen Schmerzen dar und fungierte als eine Art Therapie für Cohen: „Occasionally, in bouts of joy, he would even, through his pain, stand up in front of the speakers, and we’d repeat a song over and over like teenagers.“ (deutsch: „Gelegentlich, in Freudenschwüngen, stand er sogar trotz seiner Schmerzen vor den Lautsprechern auf, und wir wiederholten ein Lied immer und immer wieder, wie Jugendliche.“)
Bei den Instrumental-Aufnahmesessions im Studio konnte er aufgrund seiner Immobilität nicht persönlich anwesend sein, gab seinem Sohn jedoch stets detaillierte Anweisungen für die Studiomusiker.

## Titelliste
Alle Texte von Leonard Cohen.
| Nr. | Titel                      | Musik                       | Länge |
| --- | -------------------------- | --------------------------- | ----- |
| 1.  | You Want It Darker         | Patrick Leonard             | 4:44  |
| 2.  | Treaty                     | Leonard Cohen               | 4:02  |
| 3.  | On the Level               | Sharon Robinson             | 3:27  |
| 4.  | Leaving the Table          | Leonard Cohen               | 3:47  |
| 5.  | If I Didn’t Have Your Love | Patrick Leonard             | 3:35  |
| 6.  | Traveling Light            | Patrick Leonard, Adam Cohen | 4:22  |
| 7.  | It Seemed the Better Way   | Leonard Cohen               | 4:21  |
| 8.  | Steer Your Way             | Leonard Cohen               | 4:23  |
| 9.  | String Reprise / Treaty    | Leonard Cohen               | 3:26  |

## Rezeption
Aufgrund Cohens hohen Alters, seiner gesundheitlichen Probleme und der Themen, welche er auf dem Album behandelt, wurde You Want It Darker bereits vor seinem Ableben vielerorts als eine Art „musikalisches Testament“ bezeichnet und als seine wahrscheinlich letzte Veröffentlichung betrachtet.
Das Album wurde von Kritikern überaus positiv aufgenommen und erfreute sich auch bei Cohens Fans großer Beliebtheit.

## Chartplatzierungen
| ChartsChartplatzierungen       | Höchstplatzierung | Wochen |
| ------------------------------ | ----------------- | ------ |
| Deutschland (GfK)              | 2 (21 Wo.)        | 21     |
| Österreich (Ö3)                | 1 (19 Wo.)        | 19     |
| Schweiz (IFPI)                 | 2 (25 Wo.)        | 25     |
| Vereinigtes Königreich (OCC)   | 4 (13 Wo.)        | 13     |
| Vereinigte Staaten (Billboard) | 7 (10 Wo.)        | 10     |